# Trilepida joshuai
Trilepida dugandi — вид змій родини струнких сліпунів (Leptotyphlopidae). Ендемік Колумбії. Вид отримав назву на честь колумбійського натураліста Армандо Дуганда.

## Поширення і екологія
Trilepida dugandi мешкають в горах Центрального і Західного хребтів Колумбійських Анд, в департаментах Антіокія, Кальдас, Кіндіо, Рисаральда і Вальє-дель-Каука. Вони живуть в сухих тропічних лісах, трапляються в садах. Зустрічаються на висоті від 1600 до 2200 м над рівнем моря.